# Аґнополь
Аґнополь (пол. Agnopol) — село в Польщі, у гміні Будзішевиці Томашовського повіту Лодзинського воєводства.
Населення — 61 особа (2011).
У 1975-1998 роках село належало до Пйотрковського воєводства.

## Демографія
Демографічна структура станом на 31 березня 2011 року:
|          | Загалом | Допрацездатний вік | Працездатний вік | Постпрацездатний вік |
| -------- | ------- | ------------------ | ---------------- | -------------------- |
| Чоловіки | 29      | 4                  | 20               | 5                    |
| Жінки    | 32      | 11                 | 15               | 6                    |
| Разом    | 61      | 15                 | 35               | 11                   |